# Platostoma kerrii
Platostoma kerrii là một loài thực vật có hoa trong họ Hoa môi. Loài này được Doan T. mô tả khoa học đầu tiên năm 1936 dưới danh pháp Ceratanthus kerrii tại trang 953 quyển 4 sách Flore Générale de l'Indo-Chine do Paul Henri Lecomte et al. chủ biên viết bằng tiếng Pháp. Năm 1997 A.J.Paton chuyển nó sang chi Platostoma như là Platostoma kerrii nhưng không hợp lệ hóa danh pháp này. 2005 Suddee & A.J.Paton hợp lệ hóa danh pháp Platostoma kerrii.
Loài này là bản địa Campuchia, Thái Lan. 